# Напредни покрет косовских Рома
Напредни покрет косовских Рома (алб. Lëvizja Përparimtare e Romëve të Kosovës; ромс. Kosovaki Romengi Anglipaski Phiravlin) је политичка странка у Републици Косово. Залаже се за интересе ромске мањине.